# Älvsjö AIK
Älvsjö AIK är en svensk alliansförening i södra Stockholm, bildad 23 maj 1915 och då i huvudsak som friidrottsklubb. Klubben bedriver aktivitet inom bland annat fotboll och innebandy.
Fotbollsföreningen Älvsjö AIK FF var mellan 2003 och 2006 tillsammans med Djurgårdens IF DFF delägare i Djurgården/Älvsjö AB som spelade i Damallsvenskan. Älvsjö AIK vann SM-guld i fotboll för damer 1995, 1996, 1997, 1998 och 1999 och Svenska cupen för damer tre gånger, 1992, 1996 och 1999. Föreningen har en egen cup kallad Ersans pokal, efter Ernst ”Ersan” Karlsson, som betydde mycket för föreningen.

## Historia
Fotbollssektionen fick sitt stora uppsving under 1940-talet med segrar i stora och lilla DM. Älvsjö AIK:s fotbollssektion ombildades 1993 till att bli en egen klubb, Älvsjö AIK Fotbollsförening.
Klubben har genom åren fostrat många spelare med allsvenska meriter, bland andra:  Jan-Erik Sjöberg, Börje Leback, Yngve Leback, Birger Jacobsson, Mikael Rönnberg, Michael Andersson, Niclas Kindvall, Patrik Gerrbrand ( Hammarby IF) Thomas Nilsson, senast Elias Storm (Djurgårdens IF), Pontus Segerström och Olof Guterstam (IF Brommapojkarna).
Älvsjö AIK FF:s herrlags största merit är avancemanget till Division 2 1968 (på den tiden näst högsta serie). Herrlaget spelar numera i division 4 Stockholm mellersta.
Älvsjö AIK FF:s damlag spelade säsongen 2011 i division tre efter att endast fått fyra oavgjorda under säsongens 18 matcher säsongen 2010 i division 2 östra svealand.
Älvsjö AIK hade under 1950-talet en framgångsrik period inom rugby. Man tog fem SM-guld i rad mellan 1952 och 1956.

## Klubbar anslutna till Älvsjö AIK
- Älvsjö AIK FF - fotboll
- Älvsjö AIK Fritid - gymnastik, innebandy, simning
- Älvsjö AIK SOK - orientering

### Fotnoter
1. ↑  ”2000-2009”. Djurgården Fotboll. https://www.dif.se/om-dif/historia/djurgarden-damfotbolls-historia/2000-2009. Läst 16 november 2024.
2. ↑  ”Premiäromgången, publiksnitt, svenska mästare” (på svenska). Svenska dagbladet. 16 april 2005. https://www.svd.se/premiaromgangen-publiksnitt-svenska-mastare. Läst 5 augusti 2018.
3. ↑  ”Historia”. Älvsjö AIK. https://idrottonline.se/AlvsjoAIKFF-Fotboll/Foreningen/Historia. Läst 9 augusti 2021.
4. ↑  ”Historia”. Älvsjö AIK. https://www.alvsjoaik.se/sida/?ID=153366. Läst 9 augusti 2021.